# سیارک ۲۷۲۶۱
سیارک ۲۷۲۶۱ (به انگلیسی: 27261 Yushiwang، نامگذاری:1999XS165)۲۷۲۶۱مین سیارک کشف شده‌است که در ۰۸ دسامبر ۱۹۹۹ کشف شد.